# Macroderma uleanum
Macroderma uleanum är en svampart som först beskrevs av Rehm, och fick sitt nu gällande namn av DiCosmo, Nag Raj & W.B. Kendr. 1984. Macroderma uleanum ingår i släktet Macroderma och familjen Rhytismataceae.   Inga underarter finns listade i Catalogue of Life.